# Bruno Eichgrün
Bruno Eichgrün (né le 10 janvier 1877 à Berlin, mort le 2 juin 1937 à Berlin-Schöneberg) est un acteur et réalisateur allemand.

## Biographie
Eichgrün fait ses débuts sur scène à Berlin en 1897, s'installe brièvement à Zurich l'année suivante et revient à Berlin en 1899. Jusqu'à la Première Guerre mondiale, les théâtres de Berlin et de province alternent, Eichgrün se produit notamment dans les théâtres municipaux de Lübeck et de Göttingen, où il est aussi metteur en scène.
Pendant la guerre, il se lance dans le cinéma, ses premiers partenaires devant la caméra sont sa future épouse Mia Cordes et la star du cinéma muet Asta Nielsen. En quelques années, Eichgrün devient un acteur de caractère recherché avec des seconds rôles et quelques rôles principaux. Peu de temps après la fin de la guerre, il s'essaie également à la réalisation de thrillers policiers et de mélodrames peu élaborés, qu'il réalise pour la société berlinoise Althoff & Co.
En 1922, Bruno Eichgrün se retire largement de la réalisation cinématographique, mais fonde en octobre 1925 avec les hommes d'affaires Georg Moritz von Wedel et Fred Schropp jr. la Deupa Deutsche Propaganda-Film GmbH (1925-1930) pour la production de films publicitaires pour le transport, l'industrie et le commerce. Il continue à jouer des rôles sur les scènes berlinoises (de 1928 à 1931 sous la direction de Max Reinhardt) et n'apparaît à nouveau plusieurs fois devant la caméra que dans les premières années du cinéma sonore pour quelques apparitions groupées.
Eichgrün meurt des suites d'une grave maladie intestinale à l'hôpital de Berlin-Schöneberg.

## Filmographie partielle

### Comme acteur
- 1917 : Das zweite Ich
- 1917 : Zur Strecke gebracht
- 1917 : Das Geschlecht der Schelme, 1. Teil
- 1917 : Um eine Million
- 1917 : Das verlorene Paradies
- 1917 : Der weiße Schrecken
- 1918 : Nur um tausend Dollar
- 1918 : Frau Marias Erlebnis
- 1918 : Der Gezeichnete
- 1918 : Das Dreimäderlhaus
- 1918 : Das sterbende Modell
- 1918 : Die blaue Laterne
- 1918 : Die Badekönigin
- 1918 : Der siebente Kuß
- 1918 : Die Tochter des Rajah
- 1918 : Kapitän Hansens Abenteuer
- 1918 : Der Antiquar von Straßburg
- 1918 : Ferragus
- 1918 : Das Maskenfest des Lebens
- 1919 : Hotel Medusa
- 1919 : Die Gespenster von Garden Hall
- 1919 : Dem Glück entgegen
- 1919 : Das Recht der freien Liebe
- 1920 : Die Rache des Mestizen
- 1920 : Die Hand des Würgers
- 1920 : Der Geistertanz
- 1920 : Der falsche Baronet
- 1920 : Der Komplize von Cincinnati
- 1920 : Der Todesbote
- 1920-1921 : Das offene Grab
- 1921 : Das Mädchen aus dem Sumpf
- 1921 : Die drohende Faust
- 1921 : Wer bin ich?
- 1921-1922 : Das goldene Haar
- 1922 : Nur eine Nacht
- 1922 : Frauen, die die Ehe brechen
- 1923 : Die Welt in Flammen, 2. Teil
- 1924 : Rex Mundi
- 1925 : Der 1. Stand. Der Großkapitalist
- 1929 : Das närrische Glück
- 1933 : L'Homme des services secrets
- 1934 : Bitte ein Autogramm (court métrage)
- 1934 : Ihr größter Erfolg
- 1935 : Sept dans un lycée (de)
- 1935 : Eine Seefahrt die ist lustig
- 1935 : Die selige Exzellenz

### Comme réalisateur
- 1919 : Der Vampir von St. Louis
- 1920 : Die Rache des Mestizen
- 1920 : Die Hand des Würgers
- 1920 : Das Gasthaus von Chicago
- 1920 : Das Geheimnis der Gladiatorenwerke
- 1920 : Der Geistertanz
- 1920 : Der falsche Baronet
- 1920 : Weiße Liebe, roter Haß
- 1920 : Der Komplize von Cincinnati
- 1920 : Der Todesbote
- 1921 : Die Apotheke des Teufels
- 1921 : Das Mädchen aus dem Sumpf
- 1921 : Die drohende Faust
- 1921 : Erzgauner
- 1921-1922 : Das goldene Haar
- 1922 : Die Kartenlegerin

## Crédit d'auteurs
- (de) Cet article est partiellement ou en totalité issu de l’article de Wikipédia en allemand intitulé « Bruno Eichgrün » (voir la liste des auteurs).